# Iota2 Scorpii
Iota2 Scorpii (ι2 Sco / HD 161912 / HR 6631) es una estrella de magnitud aparente +4,78 en la constelación del Escorpión. Comparte la denominación de Bayer Iota con ι1 Scorpii, pero se piensa que ambas estrellas no están físicamente relacionadas. Iota2 Scorpii se encuentra aproximadamente a 3700 años luz del sistema solar.
Iota2 Scorpii es una supergigante blanca de tipo espectral A2Ib con una temperatura superficial de 8800 K. Enormemente luminosa, 21.000 veces más que el Sol, su luminosidad, sin embargo, queda lejos de la de Deneb (α Cygni), también supergigante de tipo A.
El radio de Iota2 Scorpii es 60 veces mayor que el radio solar y rota con una velocidad de 39 km/s —siendo esta una velocidad mínima, el valor real depende de la inclinación de su eje respecto a nosotros—, lo que da como resultado un período de rotación de más de 80 días.
Iota2 Scorpii pierde masa estelar a un ritmo anual de 2 milmillonésimas de la masa solar, una cifra no muy alta en relación con la observada en otras supergigantes. Con una masa aproximada de 12 masas solares —o quizá algo inferior—, el destino final de Iota2 Scorpii es incierto. Puede acabar explotando como una supernova, o puede transformarse en una rara enana blanca masiva compuesta por neón, oxígeno y magnesio.